# 永遠平和条約
永遠平和条約（ロシア語：Ве́чный мир）もしくは、グジムフトフスキ条約（ポーランド語：Pokój Grzymułtowskiego）は、1686年5月6日にモスクワにおいて、ロシア・ツァーリ国とポーランド・リトアニア共和国との間に締結された、ウクライナのコサック国家を分割する国際条約である。

## 締結
同年2月から行われた平和交渉の成果となった。
ポーランド王ヤン3世とロシアの摂政ソフィア・アレクセーエヴナとの間で締結された。
ポーランド・リトアニア側の署名者は、ポズナン県の知事クシシュトフ・グジムフトフスキ、ならびにリトアニアの宰相マルツャン・オギニスキ。ロシア側の署名者は、使節省の長官ヴァシーリー・ゴリツィン。
条約はロシア・ポーランド戦争を終結させ、オスマン帝国によるウクライナへの進出を防止する手段となった。

## 内容
永遠平和条約は、1667年のアンドルソヴォ条約に基づいて編集され、33個条から構成された。
主な項目は以下のようなものであった。
- ロシアとポーランドは、ウクライナを分割し、ドニプロ川を国境とする。左岸ウクライナはロシア領、右岸ウクライナはポーランド領となる[1]。
- ポーランドは、ロシアにコサックのザポロージャ地方の統治権を譲る[1]。
- ポーランドは、右岸ウクライナに位置するキエフとその周辺を永遠にロシアに割譲する。ロシアはポーランドに代償として14万6千のルーブルを支払う[1]。
- 右岸ウクライナにおけるドニプロ川沿いの地域（ルジーシチウ、チェルカースィ、トラフテムィーリウ、カーニウ、チヒルィーンなどの町）は、無人の地域と定める[1]。
- ポーランドは国内における正教徒の信仰告白の自由を許し、ロシアはポーランドの正教徒を守護する。
- ロシアは、オスマン帝国との条約を取り消し、オスマン帝国との単独条約を結ばないことを約束する[1]。
- ロシアは、オスマン帝国及びクリミア・ハン国と戦う神聖同盟（教皇領、ヴェネツィア共和国、神聖ローマ帝国、ポーランド・リトアニア共和国の同盟）に加わり、クリミアへの出兵（大トルコ戦争、1687年・1689年）を約束する[1]。
- 条約の施行期日は当日（1686年5月6日）とする[1]。

永遠平和条約はロシアとポーランドの同盟を形成させ、東ヨーロッパにおけるイスラム勢力の排除の原動力となった。
条約はロシアにとって有利であったため、ポーランドにおいても条約に不満を持つ人が多く、条約の批准は1710年に行われた。一方、コサックのウクライナにおいて条約が反ポーランド・反ロシアの思想の種となり、イヴァン・サモイローヴィチ将軍を初めとする親ロシア派の政治家でさえロシアを非難した。